# Ghostscript
Ghostscript is een opensource-interpreter voor PostScript, een paginabeschrijvings- en opmaaktaal van Adobe.
De eerste versies van Ghostscript zijn voor het GNU-project ontwikkeld door L. Peter Deutsch. Deze versies zijn vrijgegeven onder de GPL. Later heeft Deutsch het bedrijf Aladdin Enterprises opgezet om commerciële licenties van Ghostscript te kunnen aanbieden. Op dit moment wordt Ghostscript ondersteund en ontwikkeld door artofcode LLS en de gebruikersgemeenschap. Artifex levert de commerciële licenties.
Ghostscript wordt onder meer toegepast om vanuit PostScript PDF-bestanden te genereren. Het is daarmee de basis voor verschillende PDF-generatoren zoals CutePDF en FreePDF.
Ghostscript bevat ook twee grafische gebruikersinterfaces: Ghostview (op onder meer Linux-achtigen) en GSview (voor Windows) waarmee de Ghostview-opmaak geconfigureerd kan worden en waarmee de PDF-bestanden weergegeven kunnen worden.